# Дюнгеланн, Матиас
Матиас Лённе Дюнгеланн (норв. Mathias Lønne Dyngeland; род. 7 октября 1995, Фана, Хордаланн) — норвежский футболист, вратарь клуба «Бранн».

## Карьера
Дюнгеланн — воспитанник клуба «Фана». За основную команду дебютировал 1 мая 2012 года в Кубке Норвегии против «Восс». В 2013 году перешел в клуб «Согндал», за который дебютировал в Типпелиги 30 марта 2014 года против «Стабек». С 2016 года стал основным вратарем в команде, сыграв до конца 2019 года 120 игр в различных дивизионах.
10 декабря 2019 года шведский клуб «Эльфсборг» объявил о подписании контракта с Дюнгеланн, до 2023 года. К клубу присоединился в январе 2020 года. 16 июля 2020 года дебютировал в Аллсвенскан против «Хеккен», заменив Тима Рённинга на 18 минуте матча.
27 августа 2021 перешел в клуб «Волеранга» на правах аренды, до конца сезона. 27 ноября дебютировал в матче Элитсерии против «Одд», заменив Хьетиль Хёуг на 54 минуте.
В январе 2022 года подписал контракт с норвежским клубом «Бранн», до конца 2023 года. 20 мая 2023 года играл в финальном матче Кубка Норвегии 2022/23 против «Лиллистрёма», матч закончился победой 2:0.

## Международная карьера
Дюнгеланн принимал участие в составе национальных сборных Норвегии в различных возрастных группах, включая команды до 17,до 18, до 19 лет и до 21 года. За сборную Норвегии до 21 года дебютировал 9 октября 2014 года против сборной Ирландии.
Первый вызов в главную сборную страны Дюнгеланн получил 30 мая 2017 года. Был в списке игроков вызванных для участия в матчах квалификации Евро-2024 против сборной Шотландии (17 июня 2023) и сборной Кипра (20 июня 2023). 7 ноября 2023 года был вызван в состав сборной главным тренером Столе Сольбаккеным для участия в товарищеском матче против сборной Фарерских островов (16 ноября 2023) и матча квалификации Евро-2024 против сборной Шотландии (19 ноября 2023). Дебютировал за сборную Норвегии 16 ноября в товарищеском матче против сборной Фарерских островов.

## Статистика

### Выступления за клубы
| Выступление      | Выступление      | Выступление      | Лига | Лига | Кубок | Кубок | Итого | Итого |
| Клуб             | Лига             | Сезон            | Игры | Голы | Игры  | Голы  | Игры  | Голы  |
| ---------------- | ---------------- | ---------------- | ---- | ---- | ----- | ----- | ----- | ----- |
| → Фана           | Второй дивизион  | 2012             | —    | —    | 2     | -4    | 2     | -4    |
| → Фана           | Итого            | Итого            | —    | —    | 2     | -4    | 2     | -4    |
| Согндал          | Элитсерия        | 2014             | 19   | -33  | 3     | -4    | 22    | -37   |
| Согндал          | ОБОС-лига        | 2015             | 12   | -16  | —     | —     | 12    | -16   |
| Согндал          | Элитсерия        | 2016             | 30   | -37  | 3     | -2    | 33    | -39   |
| Согндал          | Элитсерия        | 2017             | 30   | -48  | 1     | -2    | 31    | -50   |
| Согндал          | ОБОС-лига        | 2018             | 30   | -31  | —     | —     | 30    | -31   |
| Согндал          | ОБОС-лига        | 2019             | 30   | -39  | 2     | -2    | 32    | -41   |
| Согндал          | Итого            | Итого            | 151  | -204 | 9     | -10   | 160   | -214  |
| Эльфсборг        | Аллсвенскан      | 2020             | 1    | -6   | 1     | -2    | 2     | -8    |
| Эльфсборг        | Итого            | Итого            | 1    | -6   | 1     | -2    | 2     | -8    |
| → Волеренга      | Элитсерия        | 2021             | 3    | -2   | —     | —     | 3     | -2    |
| → Волеренга      | Итого            | Итого            | 3    | -2   | —     | —     | 3     | -2    |
| → Волеренга II   | Второй дивизион  | 2021             | 3    | -6   | —     | —     | 3     | -6    |
| → Волеренга II   | Итого            | Итого            | 3    | -6   | —     | —     | 3     | -6    |
| Бранн            | ОБОС-лига        | 2022             | 30   | -16  | 5     | -2    | 35    | -18   |
| Бранн            | Элитсерия        | 2023             | 11   | -13  | 1     | -3    | 12    | -16   |
| Бранн            | Итого            | Итого            | 41   | -29  | 6     | -5    | 47    | -34   |
| Всего за карьеру | Всего за карьеру | Всего за карьеру | 202  | -247 | 18    | -21   | 220   | -268  |

### Матчи Дюнгеланна за сборную Норвегии
| Матчи Дюнгеланна за сборную Норвегии | Матчи Дюнгеланна за сборную Норвегии | Матчи Дюнгеланна за сборную Норвегии | Матчи Дюнгеланна за сборную Норвегии | Матчи Дюнгеланна за сборную Норвегии | Матчи Дюнгеланна за сборную Норвегии |
| ------------------------------------ | ------------------------------------ | ------------------------------------ | ------------------------------------ | ------------------------------------ | ------------------------------------ |
| №                                    | Дата                                 | Соперник                             | Счёт                                 | Пропущено голов                      | Соревнование                         |
| 1                                    | 16 ноября 2023                       | Фарерские острова                    | 2:0                                  | —                                    | Товарищеский матч                    |

Итого: 1 матч / пропущено 0 голов; 1 победа, 0 ничьих, 0 поражений.

## Достижения
Согласно:
«Согндал»
- Чемпион ОБОС-лиги: 2015

«Эльфсборг»
- Вице-чемпион Аллсвенскан: 2020

«Бранн»
- Чемпион ОБОС-лиги: 2022
- Чемпион Кубка Норвегии: 2022/23